# 香格里拉酒店

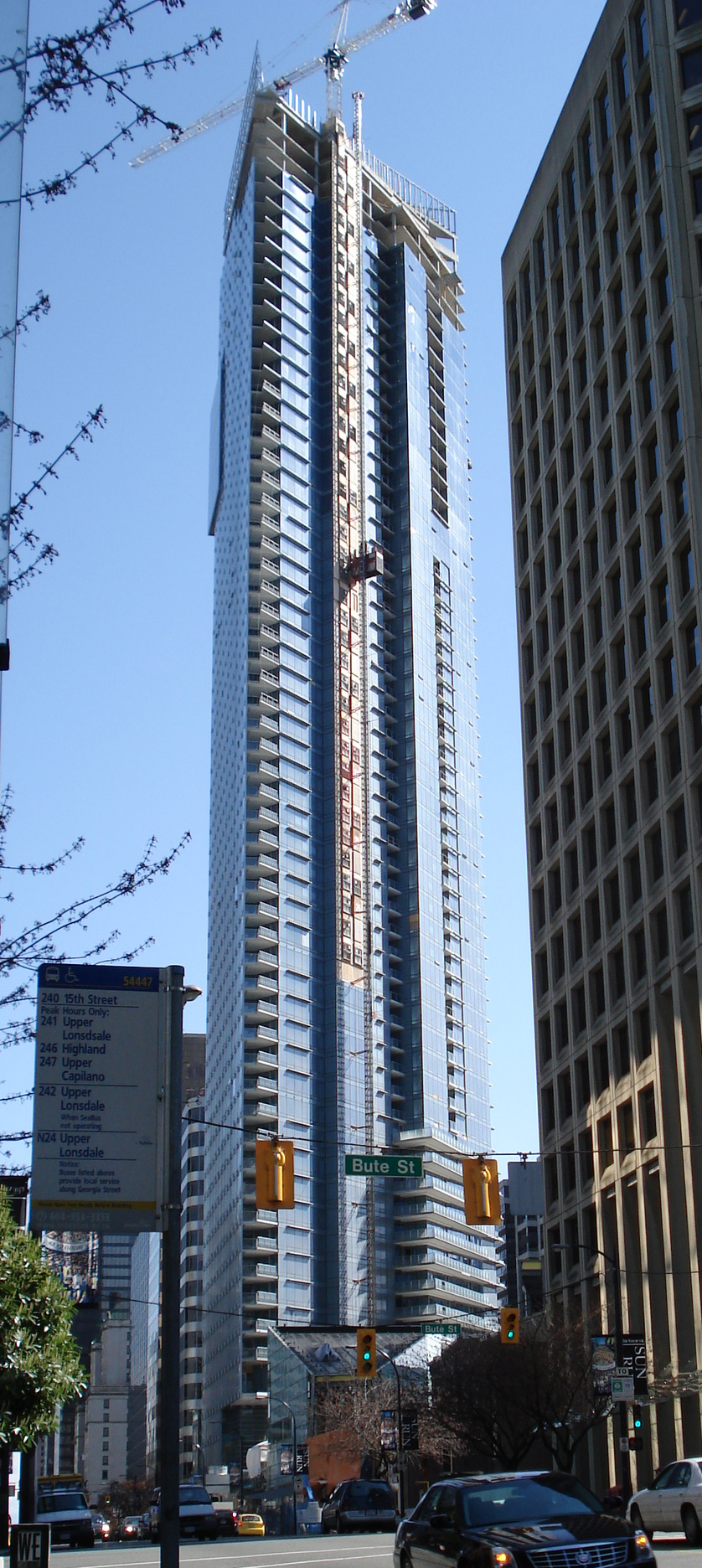
位于加拿大温哥华的香格里拉是北美洲第一家香格里拉酒店。

香格里拉酒店是總部位於香港的酒店集团，目前在亞洲和中東地區的主要城市以及大部分度假勝地擁有103家酒店，客房數目多达41600間。
香格里拉酒店集團由香港上市公司嘉里建設大股東郭鶴年家族所持有，首間酒店於1971年在新加坡開業，集團目前旗下酒店品牌包括香格里拉酒店及度假村、嘉里酒店、今旅酒店（JEN）及盛貿飯店。

## 香格里拉（亚洲）有限公司
香格里拉（亚洲）有限公司（港交所：0069），是一家在香港交易所上市的酒店公司。主要業務是擁有及經營酒店，提供酒店管理及相關服務，出租寫字樓、商業、住宅大廈及展覽場地。香格拉酒店集團是屬下機構。公司註冊于百慕達，主席為郭惠光。
總部設在香港的香格里拉酒店集團是全球知名酒店管理公司，目前擁有和管理香格里拉、嘉里大酒店、盛貿飯店和今旅酒店四個品牌，共計72家飯店，客房量已超過30,000間。經過40年的潛心經營，「亞洲式殷勤待客之道」已經成為香格里拉酒店集團的品牌標誌。此外，集團還有眾多新的酒店項目正在籌措中，主要分佈在加拿大、中國大陸、印度、馬來西亞、蒙古國、菲律賓、卡塔爾、斯里蘭卡、土耳其和英國。
香格里拉酒店集團由馬來西亞商人郭鶴年創辦，首間酒店於1971年在新加坡開業，香格拉的名稱來自詹姆斯·希爾頓的小說《失落的地平線》裡，在中國西藏群山中的世外桃源。目前旗下酒店品牌包括香格里拉酒店、盛貿飯店及「气」Spa。香格里拉酒店集團現由香格里拉（亞洲）有限公司持有。

## 亚洲

### 中國大陆
- 包头香格里拉大酒店
- 北海香格里拉大飯店
- 北京中国大饭店
- 北京国贸大酒店
- 北京国贸饭店 → 北京新国贸饭店（今旅）
- 北京嘉里大酒店
- 北京香格里拉饭店
- 北京上東今旅酒店
- 长春香格里拉大飯店
- 成都香格里拉大酒店
- 大连香格里拉大飯店
- 福州香格里拉大酒店
- 广州香格里拉大酒店
- 桂林香格里拉大酒店
- 海口香格里拉大酒店
- 杭州香格里拉飯店
- 杭州城中香格里拉大酒店
- 哈尔滨香格里拉大飯店
- 哈尔滨松北香格里拉大酒店
- 合肥香格里拉大酒店
- 呼和浩特香格里拉大酒店
- 济南香格里拉大酒店
- 拉薩香格里拉大酒店
- 满洲里香格里拉大酒店
- 南昌香格里拉大酒店
- 南京香格里拉大酒店
- 宁波香格里拉大酒店
- 青岛香格里拉大飯店
- 秦皇岛香格里拉大酒店
- 曲阜香格里拉大酒店
- 三亚香格里拉度假酒店
- 上海静安香格里拉大酒店
- 上海浦东香格里拉大酒店
- 上海前灘香格里拉酒店
- 沈阳今旅酒店
- 深圳福田香格里拉大酒店
- 深圳西麗高爾夫鄉村俱樂部
- 深圳香格里拉大酒店
- 深圳南山香格里拉
- 苏州香格里拉大酒店
- 天津香格里拉大酒店
- 唐山香格里拉大酒店
- 温州香格里拉大酒店
- 武汉香格里拉大飯店
- 西安香格里拉大酒店
- 廈門香格里拉大酒店
- 昆明今旅酒店
- 扬州香格里拉大酒店
- 舟山香格里拉大酒店
- 濟南香格里拉大酒店

### 香港
- 港島香格里拉酒店
- 九龍香格里拉酒店
- 香港今旅
- 深灣遊艇俱樂部
- 香港嘉里酒店

### 台湾
- 香格里拉台南遠東國際大飯店
- 香格里拉台北遠東國際大飯店

### 新加坡
- 圣淘沙香格里拉度假酒店
- 新加坡香格里拉大酒店
- 新加坡今旅

### 印度
- 班加罗尔香格里拉度假酒店（2012）
- 班加罗尔香格里拉大酒店（2011）
- 孟买香格里拉大酒店（2011）
- 新德里香格里拉大酒店

### 斯里蘭卡
- 科倫坡香格里拉度假酒店

### 印尼
- 雅加达香格里拉大酒店
- 泗水香格里拉大酒店

### 柬埔寨
- 金邊香格里拉大酒店

### 日本
- 东京香格里拉大酒店

### 马来西亚
- （沙巴）香格里拉莎利雅度假酒店
- （沙巴）香格里拉丹戎亞路度假酒店
- 吉隆坡香格里拉大酒店
- 吉隆坡盛贸饭店
- 槟城金沙度假酒店
- 槟城香格里拉沙洋度假酒店
- 槟城今旅酒店
- 柔佛今旅酒店

### 缅甸
- 仰光司雷香格里拉大酒店

### 菲律宾
- 香格里拉长滩岛度假酒店
- 香格里拉麦丹岛度假酒店
- 馬尼拉艾莎香格里拉大酒店
- 馬尼拉城堡香格里拉大酒店
- 馬尼拉馬卡蒂香格里拉酒店

### 马尔代夫
- 马尔代夫盛贸饭店
- 马尔代夫阿杜環礁香格里拉度假酒店

### 泰国
- 曼谷香格里拉大酒店
- 清迈香格里拉大酒店

### 緬甸
- 仰光皇家湖香格里拉大酒店55.86%

### 蒙古國
- 烏蘭巴托香格里拉大酒店51%

## 中东

### 卡塔尔
- 多哈香格里拉大酒店（2011）

### 阿曼
- 香格里拉Barr Al Jissah度假酒店

### 阿拉伯联合酋长国
- 阿布扎比香格里拉大酒店
- 阿布扎比盛贸饭店
- 杜拜香格里拉大酒店
- 杜拜盛贸饭店

## 非洲

### 模里西斯
- 模里西斯香格里拉大酒店

## 欧洲

### 奥地利
- 維也納香格里拉大酒店（2011）

曾一度接近落成，最後因集團策略改變而沒有落成

### 法国
- 巴黎香格里拉大酒店

### 英国
- 伦敦香格里拉大酒店（2013）

租用倫敦碎片大厦34至52樓，經營有195間房的新酒店

## 北美洲

### 加拿大
- 多伦多香格里拉大酒店
- 温哥华香格里拉大酒店

## 大洋洲

### 澳大利亚
- 凯恩斯香格里拉大酒店
- 悉尼香格里拉大酒店
- 布里斯班香格里拉大酒店

### 斐济
- 香格里拉斐济酒店

## 外部連結
- 香格里拉酒店集團 （页面存档备份，存于）（简体中文）（日語）（英文）